# Najstariji ljudi
Ovo je popis najstarijih ljudi čija je dob zabilježena. Starosnim rekordima bave se Gerontološka istraživačka skupina (Gerontology Research Group — GRG) i Guinnessova knjiga rekorda (Guinness World Records — GWR).
Najdugovječnija osoba dosad bila je Francuskinja Jeanne Calment (1875—1997) koja je živjela 122 godine i 164 dana. Najdugovječniji muškarac u povijesti bio je Japanac Jiroemon Kimura (1897—2013) koji je živio 116 godina i 54 dana.
- Najstarija osoba u Hrvatskoj dosad bila je Nina Valjalo, rođena 6. srpnja 1908. u Vodovađi kod Konavle, a umrla 29. listopada 2018. u Dubrovniku, u dobi od 110 godina i 115 dana.
- Najstariji muškarac u Hrvatskoj dosad bio je Josip Kršul, rođen 10. prosinca 1911. u naselju Selce kod Crikvenice, gdje je i umro 5. ožujka 2021., u dobi od 109 godina i 85 dana.[4]
- Najstarija osoba rođena u Hrvatskoj dosad bila je Jelisaveta Veljković, rođena u Ravnoj Gori kod Gorskog kotara, 18. srpnja 1904., a umrla u Beogradu 20. listopada 2016., u dobi od 112 godina i 94 dana[5].

## 10 najstarijih ljudi dosad
Pokojni
      Živi
| Broj | Ime                   | Spol | Nadnevak rođenja   | Nadnevak smrti     | Dob                  | Država                      |
| ---- | --------------------- | ---- | ------------------ | ------------------ | -------------------- | --------------------------- |
| 1.   | Jeanne Calment        | Ž    | 21. veljače 1875.  | 4. kolovoza 1997.  | 122 godine, 164 dana | Francuska                   |
| 2.   | Kane Tanaka           | Ž    | 2. siječnja 1903.  | 19. travnja 2022.  | 119 godina, 107 dana | Japan                       |
| 3.   | Sarah Knauss          | Ž    | 24. rujna 1880.    | 30. prosinca 1999. | 119 godina, 97 dana  | SAD                         |
| 4.   | Lucile Randon         | Ž    | 11. veljače 1904.  | 17. siječnja 2023. | 118 godina, 340 dana | Francuska                   |
| 5.   | Nabi Tajima           | Ž    | 4. kolovoza 1900.  | 21. travnja 2018.  | 117 godina, 260 dana | Japan                       |
| 6.   | Marie-Louise Meilleur | Ž    | 29. kolovoza 1880. | 16. travnja 1998.  | 117 godina, 230 dana | Kanada                      |
| 7.   | Violet Brown          | Ž    | 10. ožujka 1900.   | 15. rujna 2017.    | 117 godina, 189 dana | Jamajka                     |
| 8.   | Maria Branyas Morera  | Ž    | 4. ožujka 1907.    | 19. kolovoza 2024. | 117 godina, 168 dana | Španjolska (rođena u SAD-u) |
| 9.   | Emma Morano           | Ž    | 29. studenog 1899. | 15. travnja 2017.  | 117 godina, 137 dana | Italija                     |
| 10.  | Chiyo Miyako          | Ž    | 2. svibnja 1901.   | 22. srpnja 2018.   | 117 godina, 81 dan   | Japan                       |

## 10 najstarijih muškaraca dosad
Pokojni
      Živi
| Broj | Ime                       | Nadnevak rođenja    | Nadnevak smrti      | Dob                  | Država                 |
| ---- | ------------------------- | ------------------- | ------------------- | -------------------- | ---------------------- |
| 1.   | Jiroemon Kimura           | 19. travnja 1897.   | 12. lipnja 2013.    | 116 godina, 54 dana  | Japan                  |
| 2.   | Christian Mortensen       | 16. kolovoza 1882.  | 25. travnja 1998.   | 115 godina, 252 dana | SAD (rođen u Danskoj)  |
| 3.   | Emiliano Mercado del Toro | 21. kolovoza 1891.  | 24. siječnja 2007.  | 115 godina, 156 dana | Portoriko              |
| 4.   | Juan Vicente Pérez Mora   | 27. svibnja 1909.   | 2. travnja 2024.    | 114 godina, 311 dana | Venezuela              |
| 5.   | Horacio Celi Mendoza      | 3. siječnja 1897.   | 25. rujna 2011.     | 114 godina, 265 dana | Peru                   |
| 6.   | Walter Breuning           | 21. rujna 1896.     | 14. travnja 2011.   | 114 godina, 205 dana | SAD                    |
| 7.   | Yukichi Chuganji          | 23. ožujka 1889.    | 28. rujna 2003.     | 114 godina, 189 dana | Japan                  |
| 8.   | Tomás Pinales Figuereo    | 31. ožujka 1906.    | 24. rujna 2020.     | 114 godina, 177 dana | Dominikanska Republika |
| 9.   | Joan Riudavets            | 15. prosinca 1889.  | 5. ožujka 2004.     | 114 godina, 81 dan   | Španjolska             |
| 10.  | Gustav Gerneth            | 15. listopada 1905. | 21. listopada 2019. | 114 godina, 6 dana   | Njemačka               |